# Schmidt Bea
Schmidt Bea magyar manöken, modell, fotómodell, divatszakértő, tanár. 

## Élete

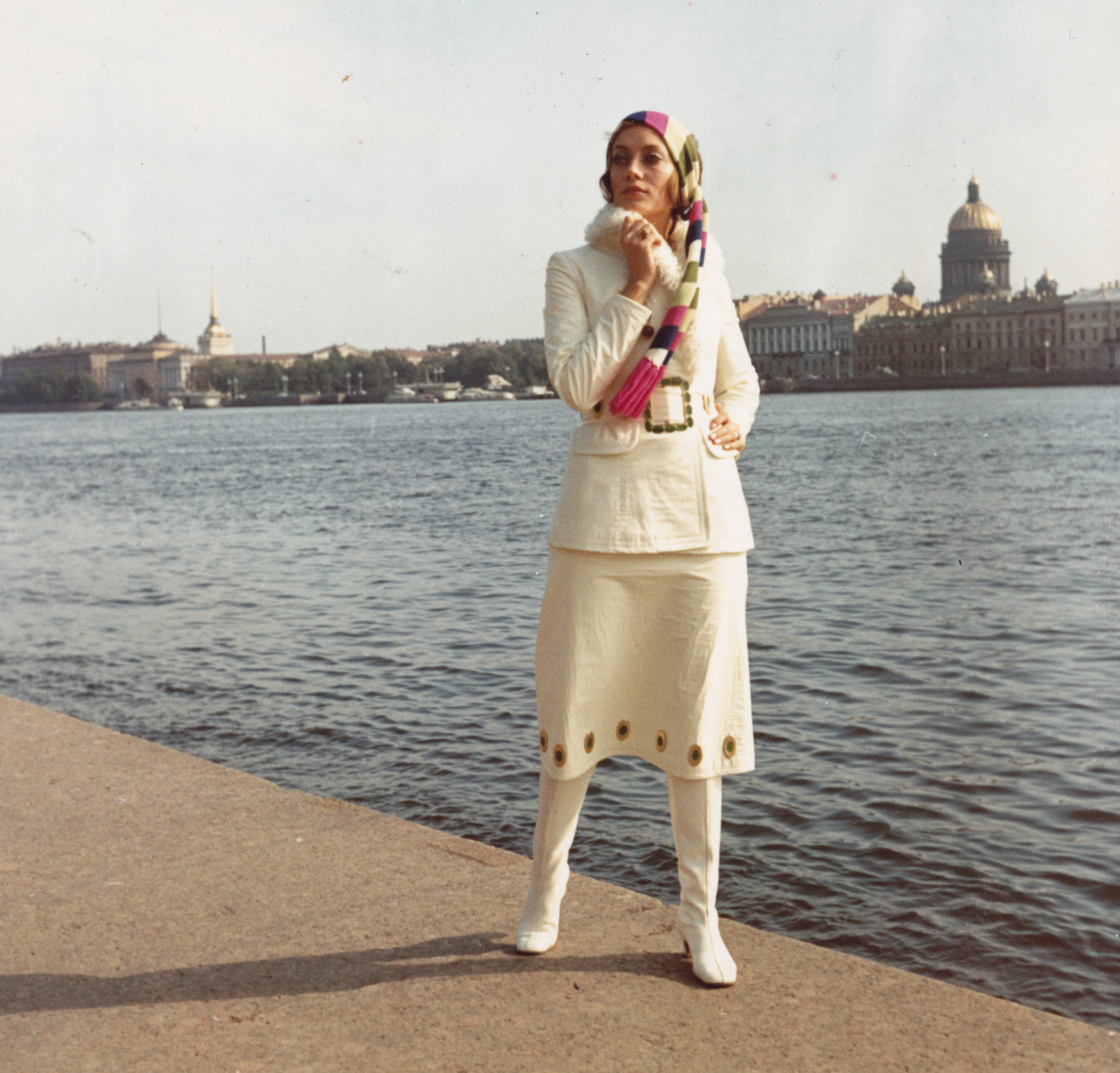
Schmidt Bea a Néva folyónál az Egyetem rakparton Szentpétervárott

Schmidt Bea az 1960, 1970-es évek egyik híres sztármanökenje. Már azokban az években manöken volt, amikor még igen kevés szakképzett profi modell volt csak a szakmában. Az Ez a Divat szerkesztőségében fotómodell volt. Heti- és havilapokban egyaránt a címlapokon, de a lapok belső oldalain is rendszeresen jelentek meg róla fotók. 
A Pannónia Szőrmeárugyár egyetlen manökenje volt.
Idegenvezetői képesítése van. Három nyelven beszél.
A MODEFEST nemzetközi divatfesztivál (Hvar) 1976-os rendezvényén a Nina Ricci párizsi divatház kollekcióját Schmidt Bea szupermodell mutatta be. Az egy hétig tartó divatbemutatón 24 ország vett részt. Magyarországot a Magyar Divat Intézet és az OKISZ Labor képviselte, 50 modellel. Nemcsak magyar ruhákat mutattak be a manökenek itt, erős mezőnyben (77 manöken volt), hanem egymás után kérték fel a külföldi cégek őket ruháik bemutatására. Az OKISZ Labor kékfestő ruhái után például Nina Ricci- és svéd ruhákat mutattak be a magyar manökenek. Csató Mari, Szentpéteri Györgyi és Lantos Piroska képviselték még Magyarországot.
Rendszeresen részt vett az MDI, OKISZ Labor és más intézmények által rendezett divatbemutatókon, de külföldön is mutatott be ruhákat. Külföldi bemutatóin például a Tanninpex és a Hungarotex magyar tervezőinek ruháit is bemutatta Milánóban és Rómában.
Huszonegy évet töltött a divatszakmában, manökenként.
Manökeniskolában tanított, Mátyók József férfimanökennel is, mellette rendszeresen dolgozott a tévének, divatműsorokat szerkesztett. 
2021-ben lett az Erste Bank egyik szereplője Schmidt Bea. A reklámnak az is az üzenete, hogy az idősek ugyanolyan részei a társadalomnak, mint a fiatalok.
Televíziós műsorban is szerepelt, 1987. december 31-én Tahi Tóth Lászlóval a Házaspárbaj című vetélkedőben lépett fel, akinek tizenöt évig a felesége is volt. 
Schmidt mellett a munkában mindig biztonságérzésem van. Megbízható, mindig ugyanazt a formát nyújtja, nincsenek hullámvölgyei, figyel a másikra, tudja, hol, és mikor kell megállni, vagy továbbmenni. Schmidt okos is. Jobb manöken, mint én. A legjobb, mégiscsak nevetni Vele. Min? Mindenen. Felhasználja a szituációkat, mindent karikíroz, ott, és akkor. Elég egy szó, egy tekintet, és már dőlünk is a nevetéstől. Jó és hálás közönség vagyok, szomjas a humorra, a jó viccre.

## Fotósai voltak
Fotósai többek közt: Rózsavölgyi Gyöngyi, Lengyel Miklós, Módos Gábor, Tulok András.

## Magánélete
1974-től 1989-ig Tahi Tóth László színművész felesége volt. Gyermeke nem születhetett.